# Wally Bear and the NO! Gang
Wally Bear and the NO! Gang es un videojuego educacional que enseña a los niños a decir no a las drogas nocivas como el tabaco, el alcohol y la marihuana. Es notable por ser uno de los muchos juegos de NES que no fueron autorizados por Nintendo, más probable debido a que el contenido del juego no cumple con la guía de contenido de Nintendo que estaban en el poder en el momento del lanzamiento del juego.

## Curiosidades
- El juego fue diseñado en cooperación con la Asociación Médica Estadounidense y el Banco de liquidación Nacional para Información de Droga y Alcohol.[1]
- El juego al principio iba a ser llamado Wally Bear and the Just Say No Gang, pero esta frase había sido poseída como marca registrada por Nancy Reagan.
- La línea directa de Wally Bear proporcionada por este juego, 1-800-HI-WALLY, fue todavía activa desde 2006, pero fue finalmente desconectada hacia el octubre de 2007.[2]